# Temelucha mexicana
Temelucha mexicana är en stekelart som först beskrevs av Günther Enderlein 1921.  Temelucha mexicana ingår i släktet Temelucha och familjen brokparasitsteklar. Inga underarter finns listade i Catalogue of Life.